# استوجز
استوجز (انگلیسی: The Stooges) یا ایگی اند د استوجز (Iggy and the Stooges)، گروه موسیقی راک آمریکایی بود که سال ۱۹۶۷ در ان آربر، میشیگان شکل گرفت و سبکی بدوی از راک اند رول ارائه می‌داد. اعضای گروه عبارت بودند از ایگی پاپ (خواننده)، ران اشتون (گیتارنواز)، اسکات اشتون (درامر) و دیو الکساندر (بیس‌نواز).
استوجز از گروه‌های بنیادی سبک پروتوپانک به‌شمار می‌رود. در سال ۲۰۰۴ مجلهٔ رولینگ استون این گروه را در رتبهٔ ۷۸ از فهرست ۱۰۰ هنرمند برتر تاریخ جای داد و در سال ۲۰۱۰ نامشان به تالار مشاهیر راک اند رول وارد شد.